# Ano Kuwai
Ano Kuwai (20 de outubro de 1989) é um jogadora de rugby sevens japonesa.

## Carreira
Ano Kuwai integrou o elenco da Seleção Japonesa de Rugbi de Sevens Feminino, na Rio 2016, que foi 10º colocada, foi a primeira japonesa a marcar um try em um evento olímpico.